# 馬島氏管竺鯛
馬島氏管竺鯛（学名：Siphamia majimai），又稱马氏管天竺鲷，为輻鰭魚綱鈎頭魚目天竺鲷科管竺鯛屬的鱼类，俗名日本吸红天竺鲷。分布于日本、台湾岛等，深度1至18公尺，本魚體橢圓，高而側扁，頭大、眼大、口大且斜裂，體色為均勻的黑色，除胸鰭外所有鰭呈粉紅色，胸部具有一個發光器，背鰭硬棘7枚、背鰭軟條9-10枚、臀鰭硬棘2枚、臀鰭軟條8枚，體長可達3.5公分，棲息在礁沙混合的海域，與海膽和棘冠海星共生，屬肉食性，繁殖期時，雄魚具有口孵習性，卵約7日化成仔魚，由雄魚吐出，具短暫的仔魚飄浮期。该物种的模式产地在日本。